# اغتيال عبد الله الأول بن الحسين
في 20 تموز (يوليو) من عام 1951، اغتيل عبد الله الأول بن الحسين، أول ملوك المملكة الأردنية الهاشمية، أثناء زيارته لـالمسجد الأقصى في القدس، حيث كان يُشارك في أداء صلاة الجمعة برفقة حفيده، الأمير الحسين آنذاك. وقد جاءت زيارته تلك لأداء كلمة تأبينية في جنازة السياسي اللبناني رياض الصلح، أول رئيس وزراء لبنان.
تعرّض جلالة الملك عبد الله لإطلاق ثلاث رصاصات في الرأس والصدر أودت بحياته على الفور، ونُفّذ الاعتداء داخل حرم المسجد الأقصى.
المنفّذ، ويدعى مصطفى شكري عشو، شاب عربي من فلسطين يبلغ من العمر 21 عامًا، قُتل على الفور برصاص الحرس الملكي المرافق. واعتُقل لاحقًا عشرة أشخاص بتهمة التآمر على القتل، مثلَ ثمانية منهم أمام القضاء، وصدر الحكم بالإدانة على ستة منهم، ما بين السجن والإعدام.
وقد أحدث هذا الاغتيال المفجع أزمة في مسألة الخلافة، حيث انتقل العرش إلى نجله طلال بن عبد الله، ثم إلى الحفيد الحسين بن طلال، لاحقًا. وكان الحدث جزءًا من موجة اغتيالات اجتاحت المشرق في ذلك العام، إذ سبقه مقتل رياض الصلح، ورئيس وزراء إيران علي رازمارا، ووزير التعليم الإيراني عبد الحميد زنگنه، مما شكّل مؤشراً على تصاعد التوترات السياسية وتزعزع الاستقرار الإقليمي.

## الخلفية

### الملك عبد الله الأول بن الحسين

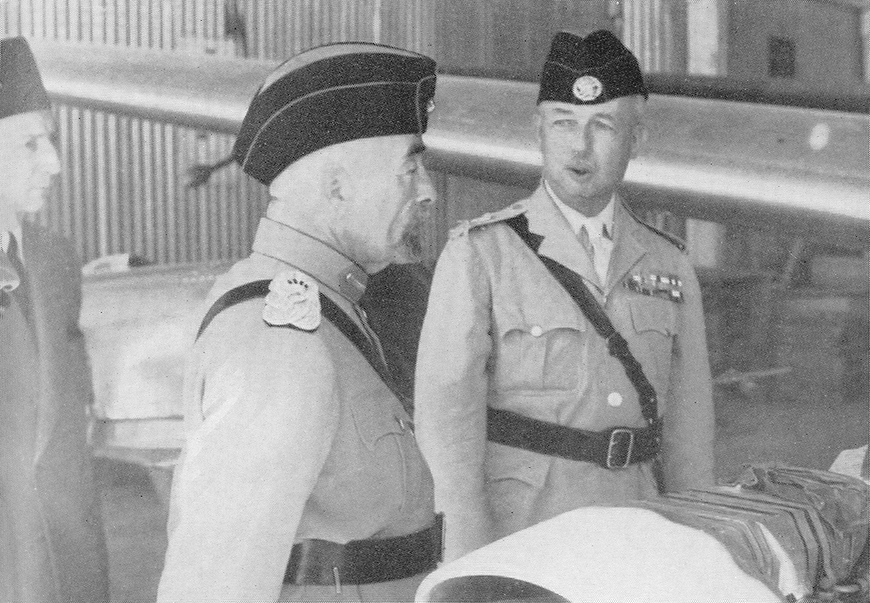
الملك عبد الله الأول برفقة غلوپ باشا، في اليوم السابق لاغتياله، 19 يوليو 1951

وُلد الملك عبد الله الأول بن الحسين في مدينة مكة عام 1882، وكان من أبرز أعلام الثورة العربية الكبرى ضد الدولة العثمانية خلال الحرب العالمية الأولى.
وقد كان عبد الله الابن البكر للشريف الحسين بن علي الهاشمي، قائد الثورة الهاشمية وزعيم الأشراف، الذي ناهض الخلافة العثمانية باسم استقلال العرب ووحدتهم.
وبعد أن وضعت الحرب أوزارها، أسّس عبد الله إمارة شرق الأردن تحت الانتداب البريطاني، ثم ما لبث أن نُصّب ملكًا على المملكة الأردنية الهاشمية إثر إعلان استقلالها في عام 1946.
تميّز عهد الملك عبد الله الأول بمحاولاته الجادّة لتحديث بنيان الدولة الأردنية، وتثبيت ركائز الحكم المدني المنظّم، وسط تعقيدات المشهد الإقليمي الذي أعقب الحرب العالمية الثانية. وقد وُصف جلالته بكونه زعيمًا معتدلًا، يحمل رؤية سياسية أقرب إلى التوجهات الغربية في زمنٍ كان فيه الاستقطاب الإيديولوجي بين الشرق والغرب في ذروته؛ وهي سمةٌ يُقال إنها كانت من جملة الأسباب التي عجّلت باغتياله.
لقد سعى الملك عبد الله، في بصيرته السياسية، إلى تقوية المؤسستين السياسية والعسكرية في الأردن الناشئ، واضطلع بأدوار دبلوماسية بارزة جعلته همزة وصل بين العواصم العربية والدوائر الغربية، آملاً في تحقيق توازن يحفظ لمملكته الفتية الاستقلال والسيادة. غير أن مواقفه البراغماتية وتحالفاته الإقليمية أثارت حفيظة تيّارات القومية العربية الصاعدة، التي رأت فيه عقبةً أمام مشروعها الوحدوي، فجعلت منه شخصية مثار جدل بين الثناء والخصومة.

#### دور الملك عبد الله الأول في النزاع الفلسطيني الإسرائيلي
شكّلت نكبة فلسطين عام 1948 وما تلاها من حربٍ عربية إسرائيلية مفصلًا حاسمًا في مسيرة الملك عبد الله الأول، حيث تجلّت فيها رؤيته البراغماتية ومقاربته الواقعية للقضية الفلسطينية، على خلاف كثيرٍ من الزعماء العرب آنذاك الذين ارتضوا نهج الصدام والخطاب التعبوي. فقد انتهج الملك عبد الله سياسة التفاوض والكتمان، وسعى إلى بناء قنوات اتصال غير رسمية مع القيادة الصهيونية، بلغت حدّ اللقاءات السرّية مع ممثلين عن الوكالة اليهودية، وكانت غولدا مائير — التي ستغدو لاحقًا رئيسةً لوزراء إسرائيل — من بين الحاضرين لتلك المفاوضات، والتي أثمرت عن اتفاق ضمني حول تقسيم فلسطين، عُقد في نوفمبر من العام 1947.
وقد سبق لجلالته أن أيّد توصيات لجنة بيل البريطانية سنة 1937، التي اقترحت تقسيم فلسطين بين دولة يهودية وضمّ ما تبقّى من الأرض إلى شرق الأردن، وهو الطرح الذي واجهه رفض واسع من داخل فلسطين والدول العربية المحيطة. وفي عام 1947، حين أقرّت الأمم المتحدة مشروع التقسيم الرسمي، كان الملك عبد الله الأول الزعيم العربي الوحيد الذي أيّد القرار بشكل ضمني، إدراكًا منه لتوازنات القوى الدولية وتجنبًا لمغامرة عسكرية غير محسوبة العواقب.
وقد كان الملك عبد الله الأول أدار حرب 1948 عبر قيادته للجيش العربي الأردني، المعروف بـالفيلق العربي. فقد عمل على تنظيمه وتدريبه تحت إشراف القادة البريطانيين مثل غلوُب باشا. نجح الجيش الأردني أن يستحوذ على الضفة الغربية والقدس الشرقية. بعد انتهاء الانتداب، دخل الفيلق الأراضي الفلسطينية وسيطر على الضفة والقدس، مستفيدًا من استعداداته المبكرة وانسجامه التنظيمي، خلافًا للفوضى التي عمّت الجبهات العربية الأخرى. وفي معارك اللطرون واجه الفيلق العربي في موقع استراتيجي تمثل في الضفة الغربية حيث صدّ خمس محاولات إسرائيلية فكّ الحصار عن القدس، ليحافظ على الشريان الرابط بين الساحل والقدس، مما دعم موقفه التفاوضي لاحقًا. تحرير مدينة القدس في 17 مايو 1948 أمر الملك بإرسال فصيل الرسمي بقيادة عبد الله التل. كان الجيش العربي بنحو 6,000 جندي مجهزين بدبابات ومدفعية، وهو هيكل نشأ من قوة شبه شرطية أصبحت جيشًا خلال الحرب. وقد تم تنظيمه ضمن وحدتين رئيسيتين. الحضور العسكري الأردني في الضفة آنذاك كان سابقة مقارنةً بحال الجيوش العربية الأخرى التي افتقرت إلى التنسيق والعقيدة الموحدة.
خلال حرب 1948 العربية–الإسرائيلية، برز الجيش العربي الأردني، بقيادة ضباط بريطانيين، بوصفه أنجح التشكيلات القتالية في الصف العربي، إذ استطاع أن يُسيطر على الضفة الغربية بما فيها القدس الشرقية، محققًا إنجازًا ميدانيًا فشلت فيه سائر الجيوش العربية. غير أنّ ميل الملك عبد الله الأول إلى المفاوضات الخلفية مع الدولة الإسرائيلية الناشئة أثار سخط القيادات الفلسطينية وقادة مصر وسوريا، الذين اتهموه بتقديم المصالح الهاشمية على حساب القضية الوطنية الفلسطينية.
وقد تزايد غضب القوميين الفلسطينيين والعرب حين أقدم الملك عبد الله على الضم الأردني للضفة الغربية بعد نهاية الحرب، في خطوةٍ وُصفت بأنها أحادية الجانب، وخارج إطار التوافق العربي، حيث اعتُبر هذا الضم باطلاً من قِبل جامعة الدول العربية وغالبية الدول، ولكن حظَى هذه الخطوة الإدارية بالإعتراف من حلف بغداد وعلى رأسهم المملكة المتحدة والعراق وباكستان.
لقد أفضت العلاقة الوديّة التي نسجها الملك عبد الله الأول مع الزعماء الغربيين إلى إشاعة سُمعة مشبوهة حوله في الأوساط العربية، فأضحى محلَّ ريبة واتهام في محيطٍ تغذّيه النزعة القومية والعداء المطلق للغرب. لم يكن الملك يثق بأقرانه من الزعماء العرب، كما أنهم لم يبادلوه ثقةً بثقة؛ فكان في نظرهم غريب الوجه واليد واللسان، منبوذًا في كثيرٍ من العواصم، لا سيما بعد مساعيه المعلنة وغير المعلنة لعقد تسوية سلمية مع الدولة العبرية، وهي مساعٍ اعتُبرت آنذاك خيانةً للمبدأ، وإن كانت في جوهرها محاولة مبكّرة لحقن الدماء.
وفي خضم هذا المناخ المشحون، اغتيل رئيس الوزراء اللبناني الأسبق رياض الصلح في عمّان بتاريخ 16 يوليو 1951، وذلك إثر تداول أنباء عن مفاوضات سلام وشيكة بين لبنان والأردن من جهة، وإسرائيل من جهةٍ أخرى. ولم تمضِ أيامٌ قليلة حتى حلّ الملك عبد الله في القدس، قاصدًا إلقاء كلمة رثاء في تأبين الصلح، غير عالمٍ أن ساعة موته قد اقتربت.

## الاغتيال

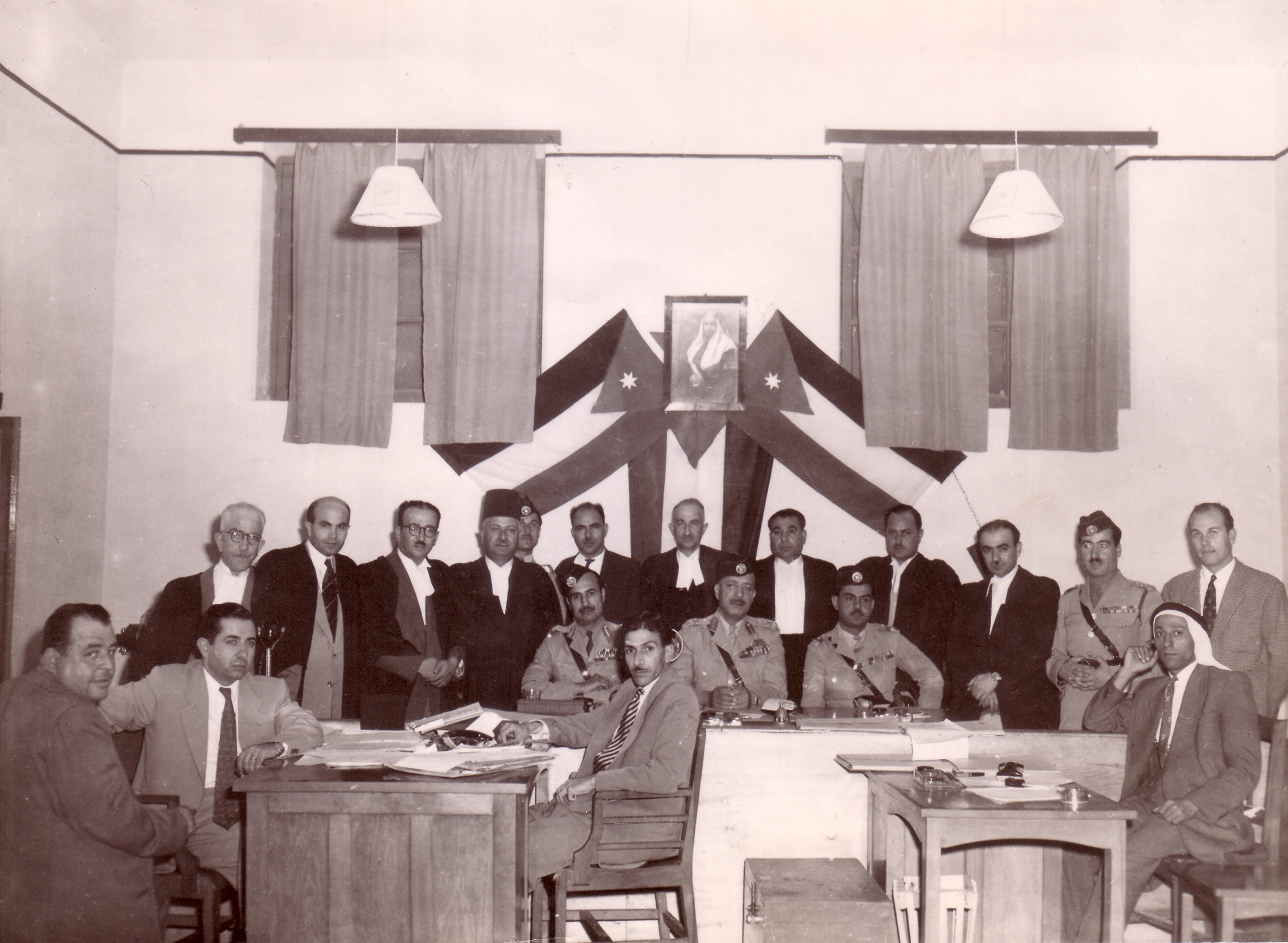
محاكمة المتهمين بجريمة الاغتيال، 18 أغسطس 1951

في صبيحة يوم الجمعة، العشرين من يوليو 1951، حلّ الملك عبد الله الأول على باحات المسجد الأقصى برفقة حفيده الأمير حسين بن طلال، في زيارةٍ اتّسمت بطابع مزدوج؛ عزاءٌ رسميّ في جنازة رياض الصلح، ومحادثات غير معلنة مع الدبلوماسيَّين الإسرائيليين روفين شيلواح وموشيه ساسون، عكست استمرار جهود الملك السريّة لتطبيع العلاقات في زمنٍ من القطيعة المعلنة.
كانت القدس آنذاك مدينة منقسمة، يرزح شطرها الغربي تحت السيطرة الإسرائيلية، فيما تخضع البلدة القديمة، بما فيها الأقصى، للإدارة الأردنية. ووسط حشود المصلين وعيون المخابرات المتربّصة، أقبل الملك على بوابة المسجد، ولم يكن يدري أنّ أجله سيلقاه على عتبات المكان الذي ارتضاه ساحةً للحوار. إذ خرج من خلف الأعمدة، وبمسافة قريبة، شابٌ فلسطيني يُدعى مصطفى شكري عشو، لم يتجاوز عمره الحادية والعشرين، فصوّب مسدسه نحو صدر الملك وأطلق ثلاث رصاصات قاتلة.
قُتل الملك في التوّ، بينما عاجل الحراس القاتل برصاصاتهم. وقد أرجعت التقارير الاستخباراتية المعاصرة الجريمة إلى جماعة سريّة تُعرف بـ"الجهاد"، ذات صلاتٍ بعناصر من الإخوان المسلمين ومتشددين محليين في القدس.
القاتل، عشو، كان خياطًا فلسطينيًا شابًا، على صلة بالزعيم الديني المنفي أمين الحسيني، الذي أُبعد عن القدس بقرارٍ مباشر من الملك عام 1948، إثر خلاف حادّ حول مصير الضفة الغربية، التي ضمّها عبد الله لاحقًا إلى المملكة الأردنية. ووفقًا لشهادة أليك كيركبريد، المقيم البريطاني في عمّان آنذاك، فإن عشو كان "إرهابيًا "، جرى تجنيده عبر زكريا عكّة، تاجر مواشي وجزّار، يُشتبه في كونه صلة الوصل بين جماعة المسلحين ومموليهم.
أما الصحف الغربية، مثل ذا غارديان وواشنطن بوست، فقد نقلت أن عشيشو كان ضمن أفراد "جيش الجهاد المقدس"، الفصيل المسلح الذي قاتل من أجل قيام دولة فلسطينية مستقلة، وكان على صلة مباشرة بالمفتي السابق للقدس.
قُتل مصطفى شكري عشو فورًا على يد حرس الملك، ولم يُمهله القدر ليُدلي بكلمة. وُجد على جثته مسدس من طراز عسكري، هو الأداة التي أنهت حياة الملك، كما عُثر في جيبه على تميمة صغيرة كُتب عليها بالعربية: «اقتل، تَسلم»، في إشارة إلى عقيدة تشبه الحشاشين.
في تطوّر جنائي لافت، تعرّف أحد أبناء صاحب مقهى محلّي يُدعى عبد القادر فرحات على المسدس، وأكد أنه يعود لوالده، وأثار التساؤلات حول اتساع دائرة التورّط، والجهات التي سهّلت حصول القاتل على السلاح، والدوافع التي دفعت بشاب خيّاط لأن يكون أداة في يد جماعات تعمل في تجنيد الغاضبين باسم القضيّة.
في غيابٍ اضطراري، أُعلن الأمير نايف بن عبد الله، الابن الأصغر للملك المغدور، وصيًّا على العرش، وأُعلنت حالة الطوارئ في البلاد بأسرها. نُقل جثمان الملك عبد الله إلى عمّان، ودُفن في ساحة الديوان الملكي، حيث أُقيم له ضريح مهيب.
خلفه على العرش ابنه الملك طلال بن عبد الله، الذي كانت علاقته بوالده يشوبها التوتر، ولم يلبث أن تنحّى، ليصعد نجله الحسين بن طلال إلى سدّة الحكم وهو لم يبلغ السابعة عشرة.

## الإجراءات القضائية والتحقيقات الجنائية
في الحادي عشر من أغسطس عام 1951، أعلن رئيس الوزراء الأردني توفيق أبو الهدى أن عشرة رجال سيُحاكمون على خلفية تواطئهم في اغتيال الملك عبد الله الأول. وقد وُجهت الاتهامات إلى عشرة أشخاص، أُحيل ثمانية منهم إلى المحكمة، بينما فرّ اثنان إلى مصر، لتُعقد بحقهم محاكمة غيابية، وهو إجراء قانوني يُنفَّذ حين يتعذّر مثول المتهم أمام القضاء، ويُعدّ في العرف القانوني إجراءً استثنائيًا تُضفي عليه رمزية سياسية أكثر من كونه جزاءً قابلاً للإنفاذ.
كان من أبرز المتهمين العقيد عبد الله التل، الحاكم العسكري السابق لمدينة القدس، والمقيم في مصر منذ عام 1950، والتاجر المقدسي موسى أحمد الأيوبي، الذي فرّ إلى القاهرة فور تنفيذ الاغتيال. وقد تولّى رئاسة المحكمة الفريق عبد القادر باشا الجندي من الفيلق العربي، وبدأت أولى الجلسات في 18 أغسطس. وأفادت النيابة العامة بأن العقيد التل قد أوعز باغتيال الملك، على أن يُقتل المنفّذ فور التنفيذ، وذلك لطمس معالم التحريض، وقطع خيوط المؤامرة قبل أن تصل إلى محرّكيها. هذه الاستراتيجية، المعروفة قانونيًا بـ"التصفية اللاحقة للفاعل"، تُعدّ تكتيكًا معروفًا في اغتيالات الدولة العميقة، حيث يُقدَّم المنفّذ قربانًا لإخفاء المحرّضين.
وكشفت مصادر استخبارية من القدس أن التل كان على اتصال وثيق مع الحاج أمين الحسيني، المفتي الأكبر للقدس المخلوع، الذي كان يقيم في مصر أيضًا، ويُعدّ عدوًا لدودًا للملك عبد الله، بسبب رفض الأخير لفكرة إنشاء دولة فلسطينية مستقلة، ومضيّه في ضم الضفة الغربية، ما اعتبره الحسينيون خيانة لقضيتهم. وقد اتُّهِم مع التل ثلاثة آخرون من آل الحسيني البارزين، أبرزهم موسى عبد الله الحسيني، ما عزّز الشكوك بوجود خلية "ثأرية" من بقايا معارضة عهد الانتداب البريطاني، تسعى إلى تصفية العرش الهاشمي في القدس.
وفي الثامن والعشرين من أغسطس، أصدرت المحكمة أحكام الإعدام بحق ستة متهمين، اثنان منهم حُوكِما غيابيًا. ومن ثم، في السادس من سبتمبر، نُفّذ حكم الإعدام شنقًا في أربعة منهم: موسى علي الحسيني، عبيد وزكريا عكّة، وعبد القادر فرحات، الذين وُصفوا بأنهم خلايا لوجستية داخل البيئة الشعبية المقدسية؛ فعبيد كان تاجر مواشٍ، وزكريا جزارًا، وفرحات صاحب مقهى.
وقد تراوحت ردود الفعل ما بين من اعتبر الأحكام خطوة لازمة لحماية الدولة الناشئة من الانهيار، ومن رأى فيها انتقامًا سياسيًا مقنّعًا، لاسيما أن التل والحسيني لم تُسلّمهما مصر، مما شكّل أزمة دبلوماسية بين الدول العربية حديثة الاستقلال.

## ردود الفعل القضائية والدولية
في أعقاب المحاكمة التي أُقِيمت في 18 أغسطس 1951، أثارت الأحكام بالإعدام ضد ستة من المدعى عليهم، بينهم شخصان محكومان غيابياً، حفيظة ومخاوف دولية بشأن استقلالية القضاء الأردني والارتباط السياسي للقرار، خاصة بعد فرار العقيد التل إلى مصر ورفض تسليمه، مما شكّل أزمة دبلوماسية دولية وزاد من الشكوك حول تحقّق العدالة الجنائية كاملة.
على المستوى العربي، استنكر الأمين العام لجامعة الدول العربية اغتيال الملك ووصفه "جريمة محكومة بالإجماع الديني والإنساني"، معلناً عزمه على إرسال وفد إلى عمان لتقديم التعبير الرسمي عن التضامن، بينما اعتبر بعض السياسيين في دمشق والقاهرة أن المحاكمة كانت جزءاً من "رد فعل مقتصد"، لتضييق الخناق على القوى الوطنية الفلسطينية المتشددة.
على الساحة الدولية، عبّر البريطانيون في البرلمان عن "حزن عميق لخسارة صديق للوطن والجمهور العربي" وحذروا من أن "الإقدام على هذه الجريمة قد يعيد المنطقة إلى دائرة عدم الاستقرار"، وهو ما دعا رئيس الوزراء البريطاني إلى تقديم التعازي الجلالية والعامة في آن للعرش الأردني.
أمميًا، وصف الدبلوماسي رالف بونش، الأمين العام المكلّف من الأمم المتحدة لقضية فلسطين، الراحل بأنه "قائد فذّ، وسياسي حكيم، كان ساعيًا إلى الاستقرار والسلام"، وأكّد أن اغتياله يمثل "ضربة لكل روح تسعى للتفاهم بين العرب والإسرائيليين".

## تداعيات الاغتيال على مسار الصراع العربي–الإسرائيلي
شكّل اغتيال الملك عبد الله الأول في 1951 نقطة تحول على رقعة الصراع العربي–الإسرائيلي، فقد جرى تعليق المبادرات السلمية الأردنية–الإسرائيلية وفقدت المنطقة أحد أبرز القادة الذين سارت بهم المفاوضات السرية، مما أدخل الحوض الإقليمي في دائرة فراغ سياسي خطير.
ظهر أثر اغتياله لاحقًا خلال السنوات التي أعقبت، فقد تأجل توقيع أي اتفاق أردني–إسرائيلي إلى ما بعد 43 عامًا، حين تم توقيع معاهدة السلام الأردنية–الإسرائيلية في 1994، التي عُلّقت طويلاً لغياب الثقة والدعم الشعبي، وترسّخت مكانة الضفة الغربية كرمز للصراع وخطر على الأمن الأردني، بديلاً عن حصن ووسيلة للسلام.

## أزمة الخلافة
كان للملك عبد الله الأول ابنَان: وليّ العهد المرتقب طلال، والأمير نايف. وعلى الرغم من أن طلال كان الابن الأكبر، والمُفترض أن يكون "الوارث الطبيعي للعرش"، إلا أن علاقته المضطربة بوالده خلال الحرب العالمية الثانية دفعت الملك عبد الله إلى إصدار مرسوم ملكي سرّي يقضي بإبعاده من التسلسل الوراثي. غير أن تلك العلاقة شهدت بعض التحسن بعد انتهاء الحرب، ما دفع الملك لإعادة الاعتراف العلني بطلال بوصفه وليًّا للعهد.
إلا أنّ التوتر ظلّ قائمًا، لا سيما بعد أن تفاقمت ديون طلال بطريقة "كبيرة وغير مفسّرة"، ما حدا بالملك عبد الله ورئيس وزرائه آنذاك سمير الرفاعي إلى البحث في مسألة عزله من ولاية العهد لصالح شقيقه الأمير نايف. وكان السير أليك كيركبريد، الممثل البريطاني السامي في عمّان، قد حذّر الملك من تبعات "التشهير العلني بولي العهد"، معتبرًا أن خطوةً كهذه ستُفهم في الشارع العربي باعتبارها "مؤامرة ماكيافيلية من الحكومة البريطانية لاستبعاد خصمها طلال"، لا سيّما في ضوء العداء المعروف الذي كان يكنّه طلال لبريطانيا.
وبناء على ذلك، عدل الملك عبد الله عن فكرة إقالة طلال، وعيّنه وصيًّا على العرش أثناء غيابه، في محاولة لامتصاص التوترات السياسية وتجنّب إثارة الشارع العربي حول الدول المجاورة للأردن التي كانت تتعاطف بشدة مع شعارات المدّ القومي.